# 竹崎米吉

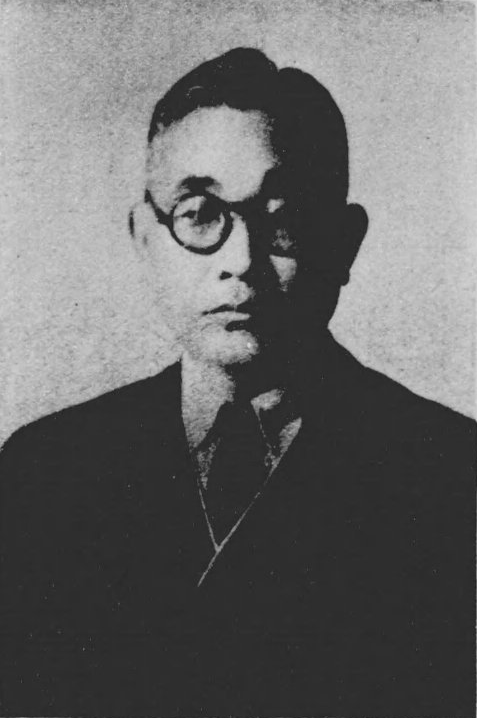
竹崎 米吉

竹崎 米吉（たけざき よねきち、1886年（明治19年）11月25日 - 1967年〈昭和42年〉）は、日本の内務官僚。大阪府岸和田市長。

## 経歴
高知県吾川郡仁西村（現在の高知市）出身。1914年（大正3年）、関西大学法律科を卒業し、警部補となる。1919年（大正8年）、高等文官試験に合格。大阪府属、同警部、沖縄県警視・警務課長、同巡査教習所長、同中頭郡長、同国頭郡長、愛媛県書記官・学務部長、沖縄県書記官・警察部長、同内務部長、同総務部長を歴任した。1936年（昭和11年）、佐賀県書記官・総務部長に就任し、翌年7月に退官した。
退官後の1937年（昭和12年）10月に岸和田市長に選出された。